# Ohníč
Ohníč ([ˈɔɦɲiːt͡ʃ]) (deutsch Wohontsch) ist eine Gemeinde in Tschechien. Sie liegt sechs Kilometer südlich des Stadtzentrums von Teplice und gehört zum Okres Teplice.

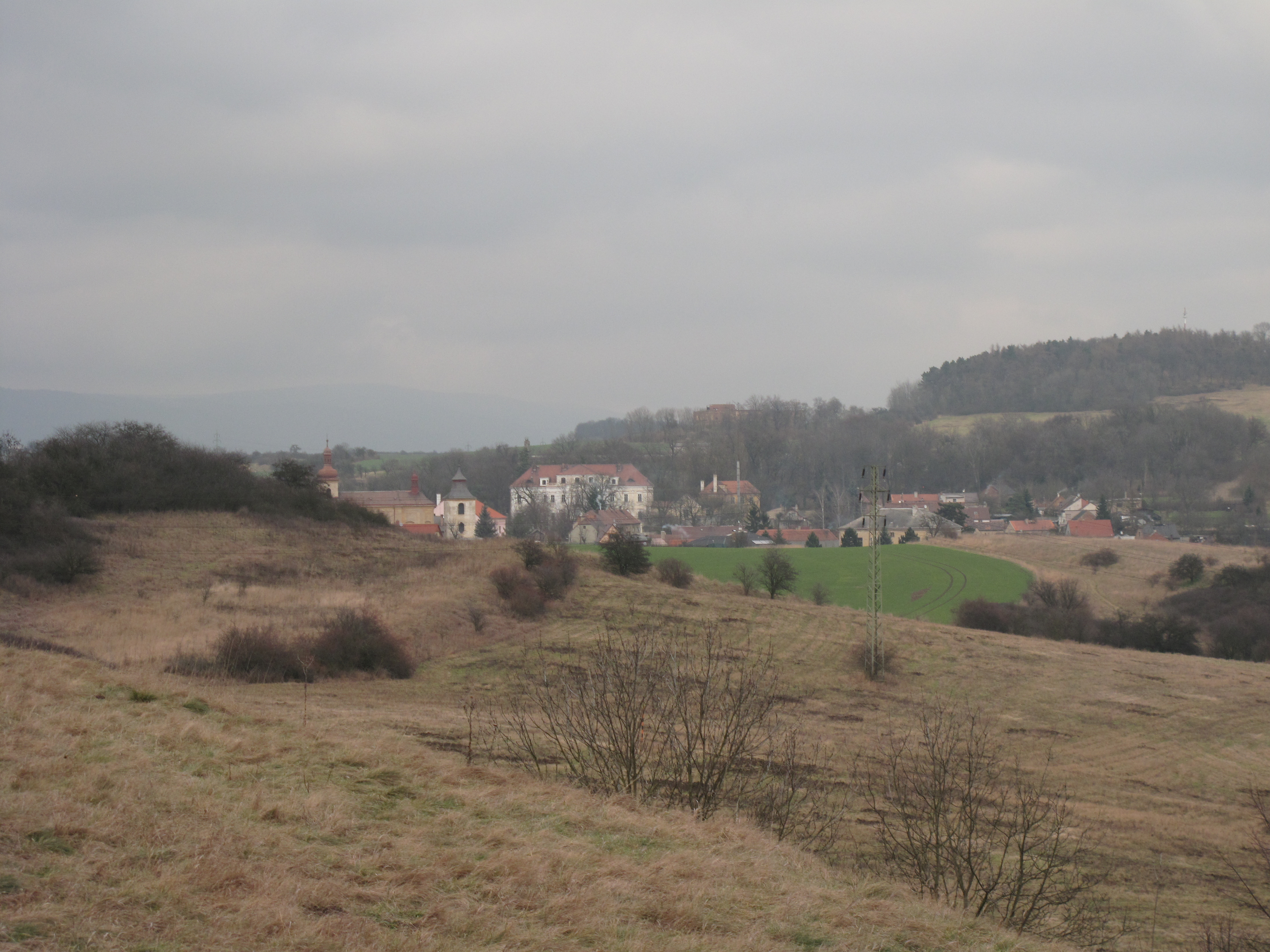
Křemýž

## Geographie

### Geographische Lage
Ohníč befindet sich am rechten Ufer der Bílina in deren Durchbruchstal durch die nordwestlichen Ausläufer des Böhmischen Mittelgebirges. Südlich erhebt sich die Pohradická hora (419 m). Am linken Flussufer verläuft die Bahnstrecke Ústí nad Labem–Úpořiny–Bílina.

### Gemeindegliederung
Die Gemeinde Ohníč besteht aus den Ortsteilen Dolánky (Dollanken), Křemýž (Kremusch), Němečky (Nemetschken), Ohníč (Wohontsch) und Pňovičky (Kniebitschken).
Grundsiedlungseinheiten sind Dolánky, Křemýž, Ohníč I, Ohníč II und Pňovičky. Das Gemeindegebiet gliedert sich in die Katastralbezirke Křemýž und Ohníč.

### Nachbargemeinden
Nachbarorte sind Pytlíkov, Dolánky und Hradiště im Nordosten, Bžany im Osten, Mošnov, Lhenice und Kostomlaty pod Milešovkou im Südosten, Úpoř und Štrbice im Süden, Světec im Südwesten, Hostomice im Westen sowie Křemýž im Nordwesten.

## Geschichte
Erstmals urkundlich erwähnt wurde Ohníč im Jahr 1404.
Nach der Aufhebung der Patrimonialherrschaften bildete Ohníč ab 1850 einen Ortsteil der Gemeinde Křemýž / Krzemusch im Bezirk Teplice. Zum Ende des 19. Jahrhunderts erfolgte eine Zuordnung zum Bezirk Duchcov. Nach dem Münchner Abkommen wurde das Dorf als Teil von Kremusch dem Deutschen Reich zugeschlagen und gehörte von 1939 bis 1945 zum Landkreis Bilin. Nach dem Ende des Zweiten Weltkrieges kam der Ort zur Tschechoslowakei zurück und war als Ortsteil von Křemýž zum Okres Bílina zugehörig. Im Zuge der Gebietsreform von 1960 entstand zum 1. Januar 1961 die Gemeinde Ohníč und wurde dem Okres Teplice zugeordnet.

## Kultur und Sehenswürdigkeiten
- Schloss Křemýž, das 1669 erbaute Schloss erhielt seine heutige Gestalt in den Jahren 1880–1805 im Zuge eines Umbaus für Klement August Ledebur-Wicheln
- Schloss Tuchlov, das Jagdschloss im Empirestil ließ August von Ledebur-Wicheln 1821 errichten
- Kirche St. Peter und Paul in Křemýž, erbaut 1706